# Карде
Карде (итал. Cardé) — коммуна в Италии, располагается в регионе Пьемонт, в провинции Кунео.
Население составляет 1107 человек (2008 г.), плотность населения составляет 57 чел./км². Занимает площадь 19 км². Почтовый индекс — 12030. Телефонный код — 0172.
Покровительницей коммуны почитается Пресвятая Богородица (Madonna della Salesea), празднование во второе воскресение сентября.

## Демография
Динамика населения:

## Галерея

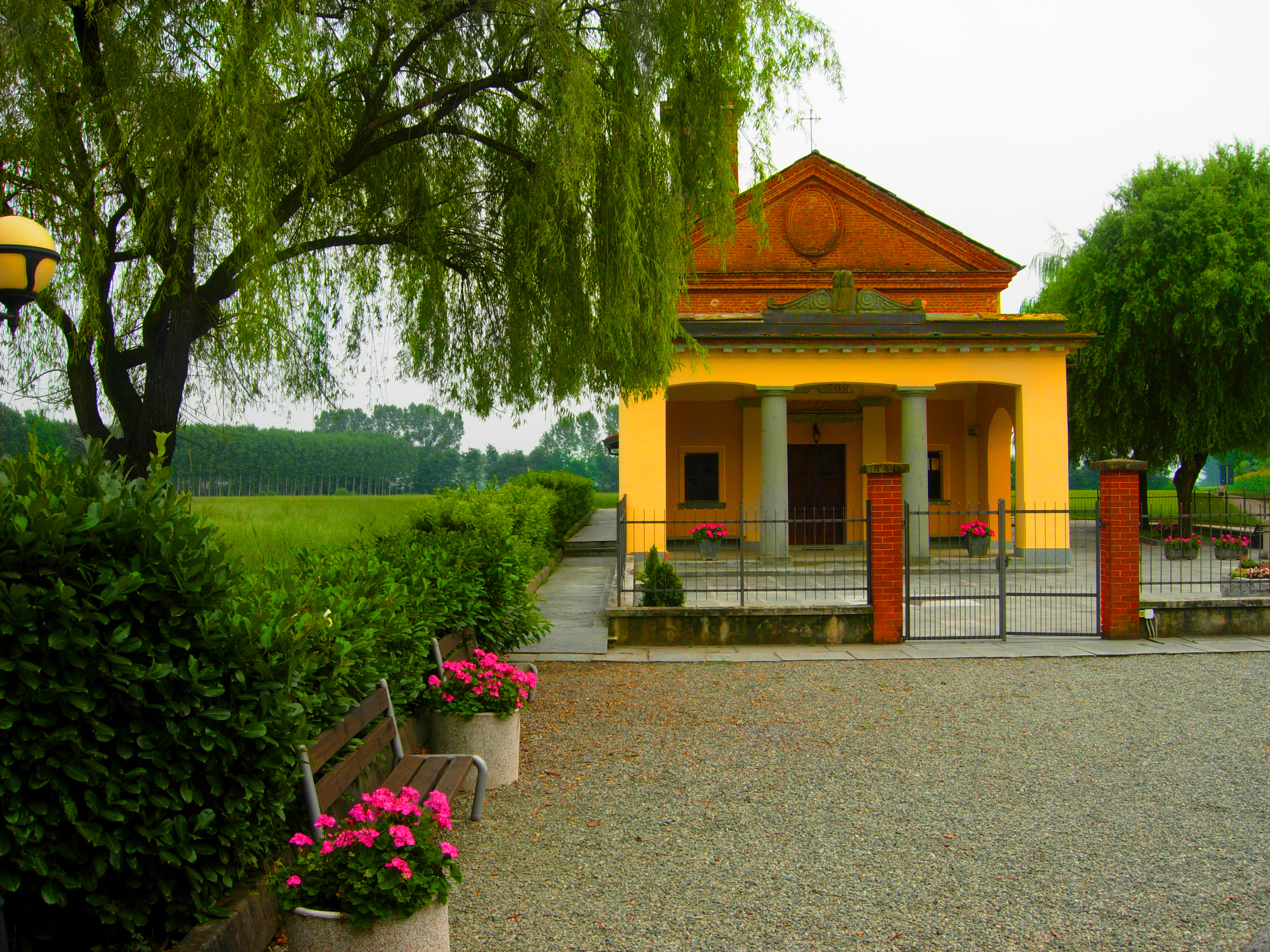
Молельня Пресвятой Богородице (Madonna della Salesea).
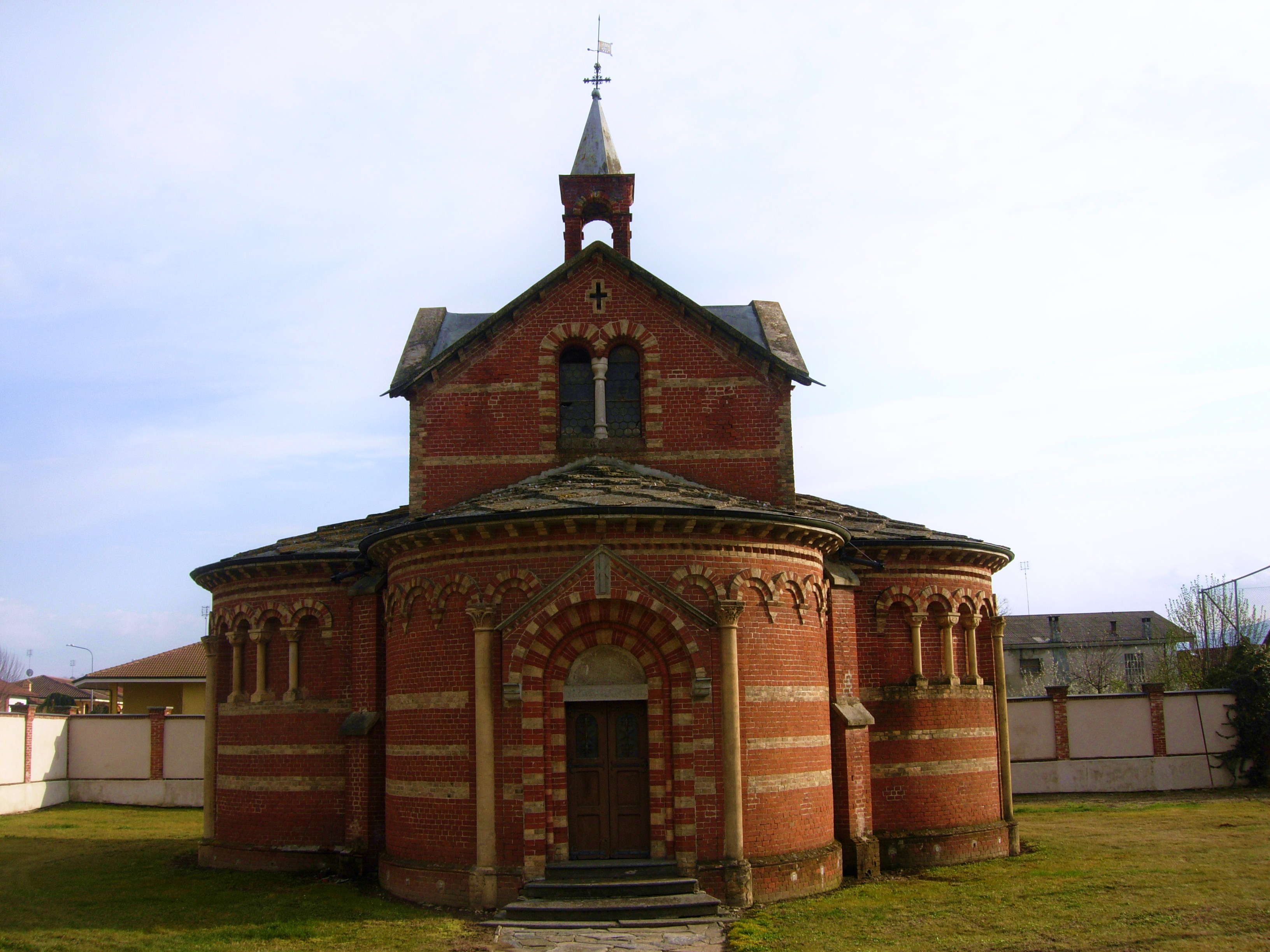
Часовня Marchesi di San Germano.
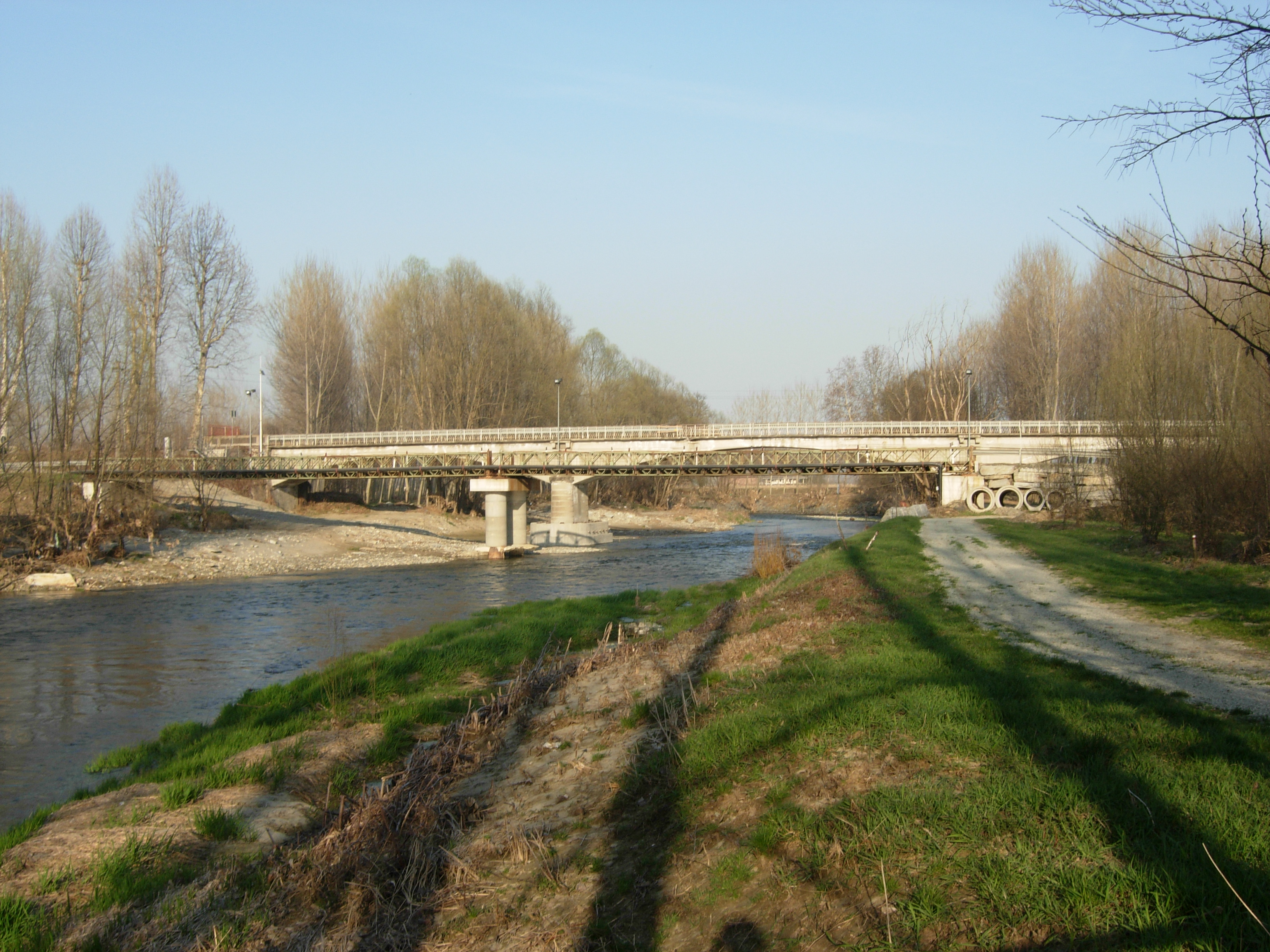
Мост через реку По.
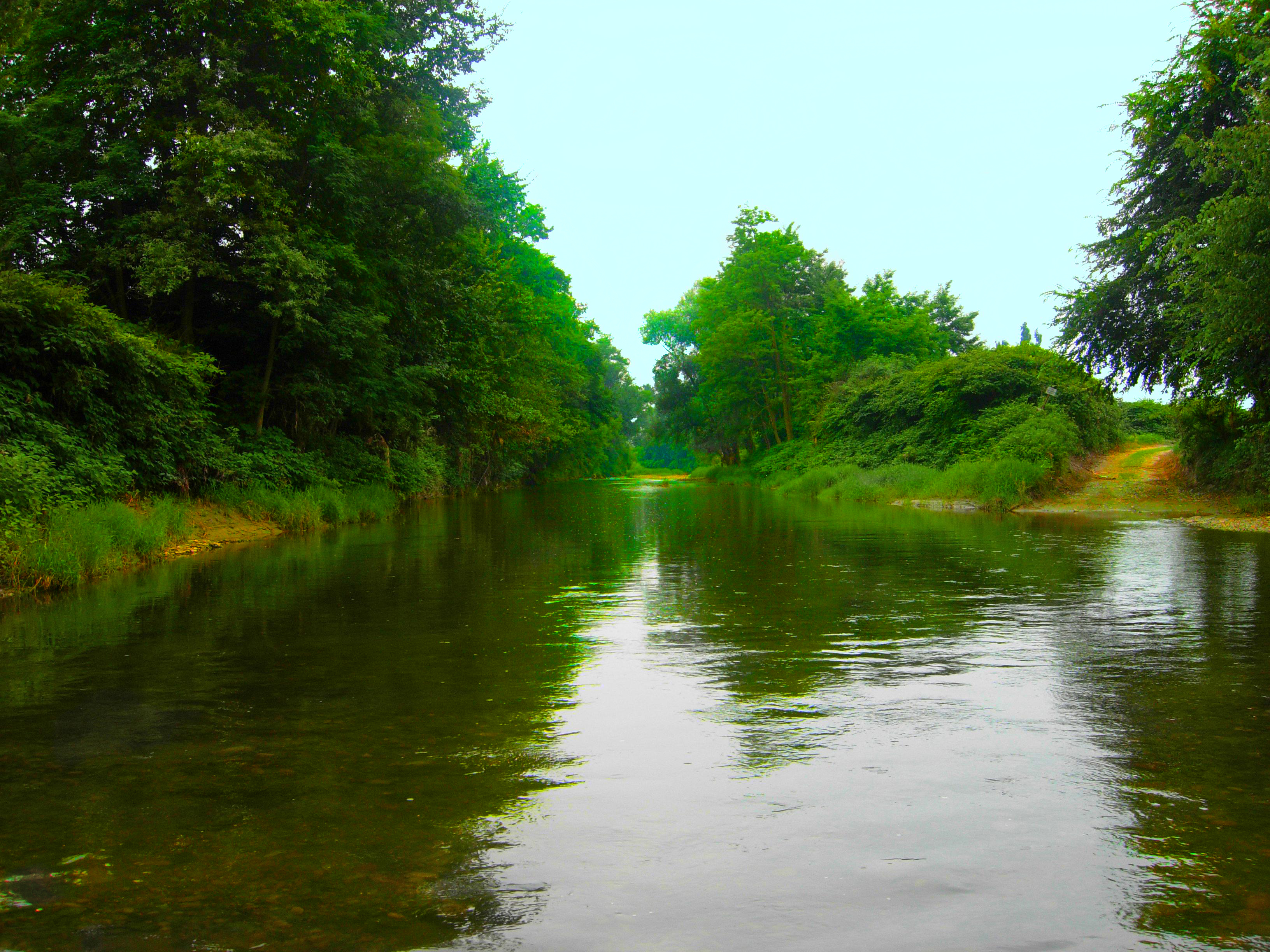
Река По у слияния с рекой Стаффарда (Staffarda).

## Администрация коммуны
- Официальный сайт: http://www.comune.carde.cn.it/